# Camp de Voleibol platja del Parc Chaoyang
El Camp de Voleibol platja del Parc Chaoyang (xinès tradicional: 朝陽公園沙灘主题樂園, xinès simplificat: 朝阳公园沙滩主题乐园, pinyin: Zhāoyáng Gōngyuán Shātān Zhǔtí Lèyuán) és una instal·lació temporal a Pequín on se celebraren les competicions de Voleibol platja dels Jocs Olímpics de 2008.
Comptava amb una pista central de competicions i 8 pistes d'entrenament. La pista central tenia una capacitat de 12.000 espectadors.
Estava ubicat al Parc Chaoyang, districte de Chaoyang, a l'orient de la capital xinesa, a uns 8,5 km al sud-est del Parc Olímpic.
Posteriorment tingué altres usos esportius, però es considera abandonada la instal·lació des de la celebració del FIVB Beach Volleyball World Tour del 2012.